# Pherbellia juxtajavana
Pherbellia juxtajavana är en tvåvingeart som beskrevs av Knutson, Manguin och Orth 1990. Pherbellia juxtajavana ingår i släktet Pherbellia och familjen kärrflugor.
Artens utbredningsområde är Northern Territory, Australien. Inga underarter finns listade i Catalogue of Life.